# Tritón (luchador)
Tritón (nacido el 23 de marzo de 1987) es un luchador profesional mexicano enmascarado, es muy conocido por competir en el Consejo Mundial de Lucha Libre (CMLL). El verdadero nombre de Tritón no es una cuestión de registro público, como suele ser el caso de los luchadores enmascarados en México, donde sus vidas privadas se mantienen en secreto de los fanáticos de la lucha libre. Anteriormente trabajó bajo el nombre de Metal Blanco desde 2005 hasta 2011.
Tritón ha sido una vez Campeón en Parejas de la Arena Coliseo del CMLL con Esfinge (en una ocasión).

## Carrera

### Consejo Mundial de Lucha Libre (2008-2019)
El luchador más tarde conocido como Tritón hizo su debut el 20 de noviembre de 2006, bajo el nombre de Metal Blanco, incorporando tela blanca y metálica tanto en su máscara como en sus baúles de lucha. Inicialmente trabajó en Guadalajara, Jalisco, hogar de una de las principales escuelas de lucha libre del Consejo Mundial de Lucha Libre. Metal Blanco formó un equipo conocido como Los Metales, a veces conocido como La Fuerza M junto a Metatron y Metalik en la primera parte de su carrera. En 2007, Metal Blanco obtuvo su primera victoria notable al derrotar a Jeque en una Luchas de Apuestas donde Jeque se vio obligado a raparse después de la derrota.
Más tarde obtendría una victoria similar de Luchas de Apuestas sobre Vaquero. En 2008, Metalik formó parte de la lista principal de CMLL y recibió un nuevo nombre e imagen, trabajando como Máscara Dorada, que terminó con el equipo de Los Metales. A mediados de 2010, Metal Blanco y Stuka Jr. comenzaron una pelea de historia contra Máscara Mágica y Exterminador, que se desarrolló en los shows semanales de CMLL en Guadalajara, Jalisco. El 27 de julio de 2010, Stuka Jr. y Metal Blanco ganaron una Lucha de Apuesta, máscaras contra peinado. Stuka Jr. y su compañero originalmente parecían tener que desenmascararse después de perder la tercera caída, pero la comisión de lucha local anuló los resultados de la tercera caída debido a las trampas de Máscara Mágica y Extreminador, reiniciando el partido. Al final, Stuka Jr. y Metal Blanco ganaron la tercera y decidida caída, lo que obligó a sus oponentes a afeitarse de manera calva.
A finales de 2010, Metal Blanco, junto con Palacio Negro, hicieron su debut en la lucha libre en la Ciudad de México, apareciendo en la arena principal de CMLL Arena México. El dúo hizo dúo con Sagrado en un torneo para determinar los contendientes número uno para el Campeonato Nacional de Tríos. El equipo tuvo éxito, avanzando a la final al derrotar a Los Guerreros Tuareg (Arkangel de la Muerte, Loco Max y Skándalo) y Los Cancerberos del Infierno (Euforia, Nosferatu y Pólvora).
Metal Blanco y Palacio Negro dejaron de aparecer en la Ciudad de México a principios de noviembre de 2011 en preparación para ser reenvasados con nuevas máscaras y nombres. Los dos fueron reintroducidos como Titán (Palacio Negro) y Tritón (Metal Blanco), presentados como nuevas versiones de personajes utilizados a principios de la década de 1990 en CMLL. Los dos se unieron con Shocker, respaldandolo en una lucha contra Atlantis, Guerrero Maya Jr. y Delta, conocidos colectivamente como Los Reyes de la Atlántida. Metro se anunció originalmente como parte del grupo, pero no apareció con el equipo fuera de una conferencia de prensa.
La rivalidad con Los Reyes se abandonó solo unas semanas después cuando Shocker fue retirado de los shows por razones personales. CMLL celebró un Torneo Sangre Nueva, similar en concepto del torneo Forjando un Ídolo, y Tritón fue el último hombre eliminado en la primera ronda por el finalista Raziel.
Tritón hizo su debut en la New Japan Pro-Wrestling (NJPW), cuando trabajó en la gira de FantasticaManía 2015, coproducida por CMLL y NJPW. El 25 de diciembre de 2015 en Infieno en el Ring de CMLL, Tritón fue uno de los doce hombres que arriesgaron su máscara en el evento principal de la Steel Cage Match. Fue el quinto hombre en abandonar la jaula, manteniendo su máscara a salvo.
El 10 de marzo de 2018 en la Arena Coliseo, Tritón y Esfinge ganaron el vacante Campeonato en Parejas de la Arena Coliseo del CMLL luego de derrotar a Disturbio y Virus en la final del torneo.
El 26 de agosto de 2019, Tritón anunció su salida del CMLL a través de sus redes sociales, para que el Campeonato en Parejas de la Arena Coliseo del CMLL que tenía junto con Esfinge, quedara vacante.

### Circuito independiente (2019-presente)
Después de su salida del CMLL, Tritón cambiaría el nombre de Rey Tritón. El 27 de agosto de 2019, anunció en sus redes sociales que aceptará reservas en el circuito independiente a partir del 28 de agosto.
El 19 de octubre, Tritón hizo su debut en la empresa Lucha Libre AAA Worldwide (AAA) en Héroes Inmortales XIII por la Copa Antonio Peña donde fue eliminado por Taurus.

## Campeonatos y logros
- Consejo Mundial de Lucha Libre
  - Campeonato en Parejas de la Arena Coliseo del CMLL (1 vez) – con Esfinge
  - Campeonato de Peso Wélter de Occidente (1 vez)

- Desastre Total Ultraviolento
  - DTU Nexo Championship (1 vez) - con Titán[9]